# Solec (Piaseczno)
Pour les articles homonymes, voir Solec.
Solec (prononciation : [ˈsɔlɛt͡s]) est un village polonais de la gmina de Góra Kalwaria dans le powiat de Piaseczno de la voïvodie de Mazovie dans le centre-est de la Pologne.
Il se situe à environ 11 kilomètres au nord-ouest de Góra Kalwaria (siège de la gmina), 7 kilomètres au sud-est de Piaseczno (siège du powiat) et à 22 kilomètres au sud de Varsovie (capitale de la Pologne).
Le village compte approximativement une population de 500 habitants.

## Histoire
De 1975 à 1998, le village appartenait administrativement à la voïvodie de Varsovie.